# غاري جيل
غاري جيل (بالإنجليزية: Gary Gill)‏ (28 نوفمبر 1964 بميدلزبرة في المملكة المتحدة - ) هو مدرب كرة قدم ولاعب كرة قدم بريطاني في مركز الوسط. لعب مع كارديف سيتي ونادي ميدلزبره وهال سيتي ودارلينجتون إف سى.

## وصلات خارجية
- غاري جيل على موقع قاعدة بيانات كرة القدم.إي يو (الإنجليزية)